# Saalburg-Ebersdorf
Saalburg-Ebersdorf è una città di 3.750 abitanti della Turingia, in Germania.
Appartiene al circondario (Landkreis) del Saale-Orla-Kreis (targa SOK) ed è indipendente delle comunità amministrative (Verwaltungsgemeinschaft).